# Santuario di Hazrat Ali
Il santuario di Hazrat Ali, o Moschea blu, è un complesso religioso della città afghana di Mazar-i Sharif. È una rinomata meta di pellegrinaggio per molti musulmani afghani che si recano a venerare la tomba dell'imam ʿAlī ibn ʾAbī Ṭālib.

## Storia
A differenza della tradizionale versione dell'Islam che vedrebbe ʿAlī ibn ʾAbī Ṭālib sepolto nella città irachena di Najaf, gli afghani ritengono che il corpo dell'imam sia stato trasportato dai suoi seguaci nei pressi di Balkh e venne sepolto segretamente per timore di rappresaglie da parte dei loro nemici. L'esatta ubicazione della tomba sarebbe rimasta ignota fino al XII secolo, quando Ali l'avrebbe rivelata apparendo nei sogni di 400 nobili di Balkh.
Una volta rinvenuta la tomba, il sovrano selgiuchide Ahmed Sanjar fece costruire un santuario sopra di essa, distrutto un secolo più tardi da Gengis Khan. La memoria di Ali rinacque con la dinastia timuride nel XV secolo: per volere di Husayn Bayqara venne eretto l'odierno santuario.

## Descrizione
L'antica decorazione timuride è andata perduta. Nel 1860 il santuario venne restaurato per volere dell'emiro Sher Ali Khan e si procedette all'installazione della ricca piastrellatura blu tuttora esistente. A ovest della porta principale del santuario giacciono le tombe di Sher Ali Khan e di Wazir Akbar Khan, mentre a est vi è una torre di piccioni simile a un minareto. Questi animali sono noti in tutto il paese e si ritiene che ogni piccione abbia uno spirito. I fedeli ritengono anche che se un piccione grigio vola in questo luogo è destinato a diventare bianco entro 40 giorni, data la sacralità del posto.
Il santuario è meta di pellegrinaggio soprattutto per le persone cieche. Ogni anno migliaia di fedeli si recano al santuario per la festa del Nawrūz, il capodanno afghano. La tomba dell'imam Ali si trova lungo la ringhiera di una camera più interna ed è avvolta in tessuti riccamente decorati. Le decorazioni dei muri e dei pavimenti riproducono motivi floreali con colori lucenti. Tutti i minareti, le cupole e le facciate esterne sono decorati con motivi blu e turchesi che seguono forme geometriche, forme astratte e iscrizioni calligrafiche.

## Descrizione di Robert Byron
Il santuario di Hazrat Ali è descritto da Robert Byron nel libro La via per l'Oxiana:
(Robert Byron, La via per l'Oxiana)